# CEN/CENELEC Guide 6
CEN/CENELEC Guide 6: Guidelines for standards developers to address the needs of older persons and persons with disabilities is een document met richtlijnen voor het opstellen van standaarden en andere specificaties die zorgen voor een grotere toegankelijkheid van producten en diensten. Het document is bedoeld voor deelnemers van technische commissies, workshops en andere groepen die bij CEN en CENELEC Europese standaarden en aanverwante documenten opstellen.
Het document is een "Guide" (gids), en dus geen Europese standaard (EN). Het document werd na goedkeuring door de CEN Technical Board en de CENELEC Technical Board gepubliceerd in januari 2002. CEN/CENELEC Guide 6 kwam voort uit een mandaat van de Europese Commissie aan de Europese standaardisatie-organisaties en de Commissie financiert projecten om het gebruik van de richtlijnen te promoten.
Een herziene versie werd in december 2014 gepubliceerd; deze versie is identiek aan ISO/IEC Guide 71: 2014.

## Achtergrond
In 2000 publiceerden ISO en IEC de beleidsverklaring "Addressing the needs of older persons and people with disabilities in standardization work". Deze verklaring erkende dat het nodig was om bij het opstellen of herzien van standaarden rekening te houden met de noden van oudere mensen en personen met een functiebeperking. Volgens deze verklaring kon men dit bereiken door rekening te houden met de volgende basisprincipes:
- Universal Design of toegankelijk ontwerp,
- vertegenwoordiging van oudere mensen en personen met een functiebeperking, en
- uitwisseling van relevante informatie.[2]

De beleidsverklaring beviel ook het gebruik van ISO/IEC Guide 71 aan, een document dat in 2001 gepubliceerd zou worden. ISO/IEC Guide 71: "Guidelines for standardization to address the needs of older persons and people with disabilities" werd in 2001 gepubliceerd en werd breed aanvaard: het wordt gebruikt in Japan en werd door CEN en CENELEC aanvaard als CEN/CENELEC Guide 6. ISO/IEC Guide 71 werd ook beschikbaar gesteld in een Braille-versie en was de eerste publicatie van ISO die in dit formaat gepubliceerd werd.
De aanvaarding van CEN/CENELEC Guide 6 door CEN en CENELEC is een resultaat van Mandaat M/283, dat de Europese Commissie en de Europese Vrijhandelsassociatie (EVA) aan de drie officiële Europese standardisatieorganisaties CEN, CENELEC en ETSI gaven. De tekst van dit mandaat wees erop dat standaarden in verband met hulpmiddelen voor gehandicapten (Engels: assistive technologies) wel rekening hielden met de noden van personen met een functiebeperking, maar dat dit niet gebeurt in standaardisatieprocessen in het algemeen:
there is no formal structure or procedure ensuring that the needs of all consumers of all ages, with or without disabilities or special abilities, are catered for in the entire standardisation process. Individual standardisation committees do not spontaneously take into account safety and usability for people with disabilities and for elderly people, except if they draft specific standards for assistive products. If general standards for consumer products do not meet the requirements of these consumers with special needs, this means that many products and services cannot be used by a large part of the European population.

ISO/IEC Guide 71 en CEN/CENELEC Guide 6 zijn bedoeld als onderdelen van een groter plan dat ervoor moet zorgen dat standaardisatieorganisaties tegemoetkomen aan de nood aan meer toegankelijke diensten en producten. De beginselverklaring van ISO/IEC uit 2000, "Addressing the Needs of Older Persons and People with Disabilities in Standardization Work", legde reeds een aantal principes en overwegingen vast die ervoor moeten zorgen dat standaardisatieprocessen rekening houden met de noden van oudere mensen en personen met een functiebeperking.
ETSI, de derde Europese standaardisatieorganisatie tot wie Mandaat M/283 gericht was, aanvaardde CEN/CENELEC Guide 6 niet maar bleef ISO/IEC Guide 71 als referentie gebruiken. Sinds 2008 bestaat er voor ISO/IEC Guide 71 ook een aanvullend document: ISO/TR 22411:2008: Ergonomics data and guidelines for the application of ISO/IEC Guide 71 to products and services to address the needs of older persons and persons with disabilities.
In december 2014 besloten CEN en CENELEC om de herziene versie van ISO/IEC Guide 71: 2014 over te nemen als CEN-CENELEC Guide 6:2014. Deze nieuwe versie van Guide 6 is vrij beschikbaar op de website van CEN en CENELEC.

## Inhoud
CEN/CENELEC Guide 6 is een document voor deelnemers in allerlei soorten commissies in CEN en CENELEC: Technical Committees of TCs, Working Groups of WGs, Task Forces, Workshops enzovoort. Deze commissies zijn verantwoordelijk voor het tegemoetkomen aan de noden van oudere personen en personen met een functiebeperking in de standaarden, specificaties, rapporten en andere documenten die ze produceren.
CEN/CENELEC Guide 6 heeft drie bedoelingen:
1. informatie verstrekken over hoe verschillende functiebeperkingen het gebruik van producten, diensten en gebouwen beïnvloeden,
2. de relatie beschrijven tussen technische eisen in standaarden enerzijds en de toegankelijkheid en bruikbaarheid van producten en diensten anderzijds,
3. lezers sensibiliseren in verband met de voordelen van toegankelijk ontwerp van producten en diensten.

Het document bestaat uit enkele inleidende delen die gevolgd worden door 10 andere hoofdstukken die "clauses" (clausules, bepalingen) genoemd worden. De belangrijkste hoofdstukken worden in de volgende lijst beschreven.
1. Clausule 6 beschrijft kort een proces dat technische commissies kunnen gebruiken om rekening te houden met de noden van oudere personen en personen met een functiebeperking.
2. Clausules 7 en 8 bevatten tabellen die verbanden tonen tussen verschillende types van clausules die in een standaard kunnen voorkomen (bijvoorbeeld in verband met verpakking, een gebruikersinterface of architecturale aspecten) en factoren waarmee men rekening moet houden bij een functiebeperking.
3. Clausule 9 geeft beschrijvingen van lichaamsfuncties en functiebeperkingen en hun implicaties voor het gebruik van producten en diensten.
4. Het laatste hoofdstuk is een bibliografie met verwijzingen naar meer specifiek advies.

## Implementatie en gebruik
In december 2001 publiceerden CEN en CENELEC "CEN/CENELEC Guide 2: Consumer interests and the preparation of standards", een heruitgave van CEN/CENELEC Memorandum 2 uit 1977. Dit document raadt leden van CEN en CENELEC aan om consumentenverenigingen te raadplegen bij het opstellen van standaarden die belang hebben voor consumenten. CEN/CENELEC Guide 2 is ouder dan Guide 6 en verwijst daarom ook niet naar dit document.
Eind 2004 aanvaardde CEN een "Mechanism on the use of the CEN/CENELEC Guide 6" Volgens de consumentenvereniging ANEC duurde het twee jaar om dit mechanisme op te stellen en ging er "intens lobbywerk van ANEC" aan de aanvaarding vooraf. Het implementatiemechanisme heeft verschillende implicaties:
1. technische groepen in CEN (bijvoorbeeld Technical Committees en Working Groups) moeten ervoor zorgen dat hun standaarden of specificaties tegemoetkomen aan de noden van oudere personen en personen met een functiebeperking. Ze mogen dit doen door een optioneel document op te stellen dat geen deel uitmaakt van de standaard. (Het implementatiemechanisme is niet relevant voor elke standaard.)
2. Wanneer een bestaande standaard herzien wordt kan de groep indien nodig tegemoetkomen aan de noden van oudere personen en personen met een functiebeperking. Wanneer een nieuwe standaard opgesteld wordt, kan men aan deze noden voldoen tijdens het standardisatiewerk.
3. Indien van toepassing kan een groep een verklaring in het voorwoord van een standaard invoegen waarin vermeld wordt welke delen van de standaard tegemoetkomen aan de noden van oudere personen en personen met een functiebeperking.
4. Het basisdocument dat standaardisatiegroepen in hun werk zouden moeten gebruiken om tegemoet te komen aan de noden van oudere personen en personen met een functiebeperking is CEN/CENELEC Guide 6.

CEN/CENELEC Guide 11: "Product information relevant to consumers - Guidelines for standard developers" werd in 2006 gepubliceerd en verwijst naar CEN/CENELEC Guide 6 voor advies over de informatienoden van oudere personen en personen met een functiebeperking.
Uit een bevraging van CEN in 2006 bleek dat 3 van de 275 CEN-commissies gebruik maakten van Guide 6. ANEC besloot daarom aan CEN een initiatief voor te stellen om deze situatie te verbeteren. In 2007-2008 voerden NEN - het Nederlandse standaardisatie-instituut - en Standard Norge een haalbaarheidsstudie uit in het kader van het Europese Mandaat M/371. Een van de bevindingen was dat de implementatie van Guide 6 moeizaam verliep. Om deze reden startten NEN en CEN een initiatief om het gebruik van Guide 6 te promoten; in december 2007 stelde NEN voor om een CEN/CENELEC/BT/WG Accessibility for All op te richten. ANEC steunde de oprichting van deze werkgroep. Dit leidde tot de oprichting van CEN/CENELEC/BT/WG CEN/CENELEC Guide 6 Implementation Mechanism. De werkgroep hield een voorbereidende vergadering op 29 oktober 2008 en een eerste officiële vergadering op 8 april 2009.
In augustus 2008 publiceerde de Europese Commissie een aanbesteding met als titel: "Training of Stakeholders on consultations on standardisation" Het hoofddoel van deze aanbesteding is de promotie van Guide 6:
A guide for standardisers to address the needs of older persons and persons with disabilities (CEN/CENELEC Guide 6), has been developed and is available since 2003 but its use is not widespread. The use of Guide 6 in a more systematic way can certainly help to address the needs of people with disabilities and older persons from a "design for all" perspective.
Om dit doel te bereiken moet men opleidingen geven aan twee soorten groepen die belangen hebben in standardisatieprocessen:
1. de traditionele deelnemers aan standardisatieprocessen hebben opleiding nodig in verband met toegankelijkheid en het gebruik van Guide 6;
2. vertegenwoordigers of verenigingen van oudere personen en personen met een functiebeperking hebben opleiding nodig over standaardisatie (en Guide 6).

Het Europees project USEM (User Empowerment in Standardisation) maakte gebruik van CEN/CENELEC Guide 6 in zijn opleiding voor vertegenwoordigers van oudere personen en personen met een functiebeperking.
CEN/CENELEC Guide 6 is ook beschikbaar in enkele andere talen, gewoonlijk als een vertaling van ISO/IEC Guide 71:
- Duits: DIN-Fachbericht 131: Leitlinien für Normungsgremien zur Berücksichtigung der Bedürfnisse von älteren Menschen und von Menschen mit Behinderungen; Deutsche und englische Fassung des CEN/CENELEC-Leitfadens 6,
- Frans: FD ISO/CEI GUIDE 71 Août 2002: Principes directeurs pour les normalisateurs afin de répondre aux besoins des personnes âgées et de celles ayant des incapacités[31],
- Nederlands: NPR-ISO/IEC Guide 71:2002 nl: Richtlijnen voor normontwikkelaars voor de aanpak van de behoeftes van oudere personen en personen met een handicap[32],
- Noors: SN-ISO/IEC Guide 71:2001: Retningslinjer for å ta hensyn til eldres og funksjonshemmedes behov ved utarbeidelse av standarder[33],
- Zweeds: Riktlinjer för att i standardiseringsarbetet tillgodose behoven hos äldre och personer med funktionsnedsättningar[34],
- Japans: JIS Z 8071:2003[35].